# Bazylika Wniebowzięcia Najświętszej Maryi Panny w Koronowie
Bazylika kolegiacka pw. Wniebowzięcia Najświętszej Maryi Panny w Koronowie, zwana także bazyliką Koronowską lub kolegiatą Koronowską – rzymskokatolicki zabytkowy kościół przyklasztorny z XIII i XIV wieku – dawnego koronowskiego opactwa cystersów. Gotycki kościół parafialny przebudowany później częściowo w stylu barokowym, należący do parafii Wniebowzięcia Najświętszej Maryi Panny przy ulicy Bydgoskiej w Koronowie.

## Historia

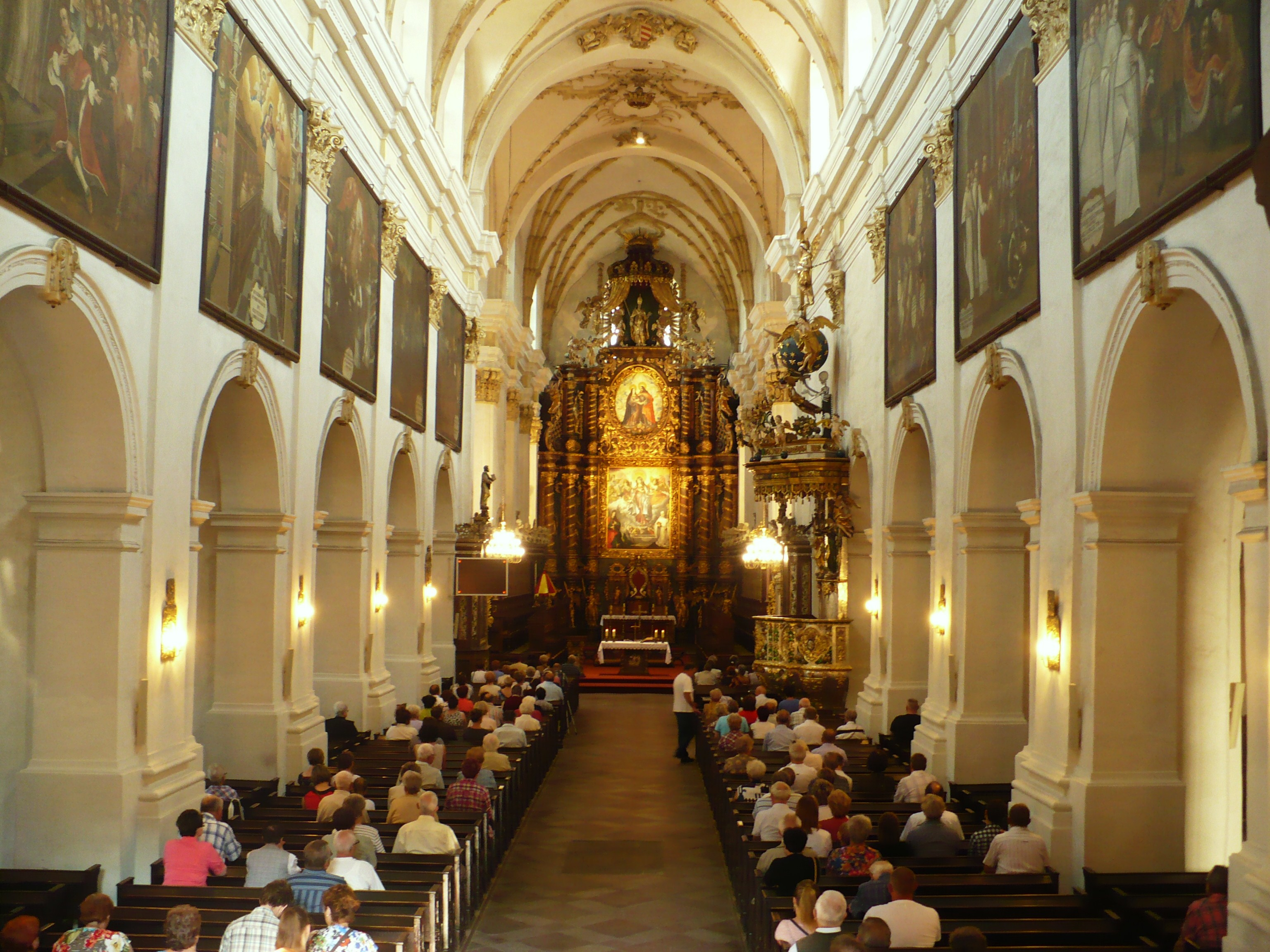
Nawa główna i prezbiterium

Historia bazyliki Wniebowzięcia NMP w Koronowie wiąże się z historią opactwa cysterskiego, które zostało do współczesnego Koronowa (ówcześnie znanego jako wieś Śmiewce) translokowane z opactwa byszewskiego w 1289. Wraz z przybyciem pierwszych mnichów rozpoczęła się budowa kościoła. Ze względu na bliskość Byszewa nie budowano żadnych obiektów tymczasowych, a od razu przystąpiono do wznoszenia właściwej bryły kościoła. Za twórcę projektu uważa się mnicha Theodricusa. Ze względu na ogrom budowli gotycki kościół wznoszono etapami, aż do połowy XIV wieku. Pierwszym etapem było wzniesienie prezbiterium. Następnie w pierwszej połowie XIV wieku wybudowano trójnawowy, siedmioprzęsłowy korpus o układzie bazylikowym oraz rząd siedmiu kaplic przy nawie północnej. Dokładna data zakończenia budowy nie jest znana, jednak w 1350 opactwo koronowskie przekazało znaczne sumy na budowę katedry gnieźnieńskiej, co może świadczyć o całkowitym zakończeniu budowy kościoła i klasztoru w Koronowie.
Po kilkudziesięciu latach świetności, w drugiej połowie XIV wieku kościół i klasztor zostały spalone, natomiast w 1411 zajęte przez krzyżaków. Trudne czasy trwały aż do pokoju toruńskiego, po którym nastąpił okres stabilizacji i rozwoju. W 1523 biskup Mikołaj Mściwy konsekrował kościół oraz siedem nowych ołtarzy. W roku 1656 kościół i klasztor były niszczone przez Szwedów. Znaczącej przebudowy kościoła dokonano na przełomie XVII i XVIII wieku, za rządów opata Ignacego Gnińskiego. Nadano wtedy kościelnemu wnętrzu cechy barokowe. Zbarokizowano również trzy gotyckie szczyty świątyni, gotyckie okna, oraz dodano barokowe hełmy.
W 1819 nastąpiła kasata klasztoru, a kościół przeznaczono na świątynię parafialną. 18 października 2000 erygowano Kapituła Kolegiacką Koronowską dla której kościół stał się kolegiatą. 9 października 2010 papież Benedykt XVI podniósł kolegiatę do rangi bazyliki mniejszej. Uroczyste ogłoszenie decyzji papieskiej odbyło się 5 marca 2011.

## Architektura
Kościół wzniesiony został z cegły w stylu gotyckim jako trójnawowa bazylika z transeptem i dwoma rzędami kaplic. Bryła kościoła ma znaczne rozmiary. Jej długość wynosi 72 metry, a szerokość w transepcie 28 metrów. Ponieważ budowę kościoła prowadzono etapami, północny rząd kaplic wybudowany w XIV wieku wykonany jest w stylu gotyckim, natomiast południowy z XVII wieku w stylu barokowym.
Kościół posiada bardzo bogate wyposażenie oraz elementy architektoniczne. W prezbiterium zachowane są dwa gotyckie, ceramiczne, maskowe wsporniki sklepienne. Zewnętrzne ramię transeptu pokrywają fragmenty fryzu z XIV w. wykonanego z barwnych glazurowanych płytek ceramicznych z różnie odczytywanymi przedstawieniami. Sklepienia kościoła pokryte są bogatą dekoracją stiukową.
Bazylika posiada co najmniej jedną kryptę. Są w niej pochówki zakonników z drugiej połowy XIII w. Rzeczona krypta jest jedyną znaną na terenie obiektu. Możliwe, że na terenie kościoła znajdują się kolejne krypty.

## Wyposażenie

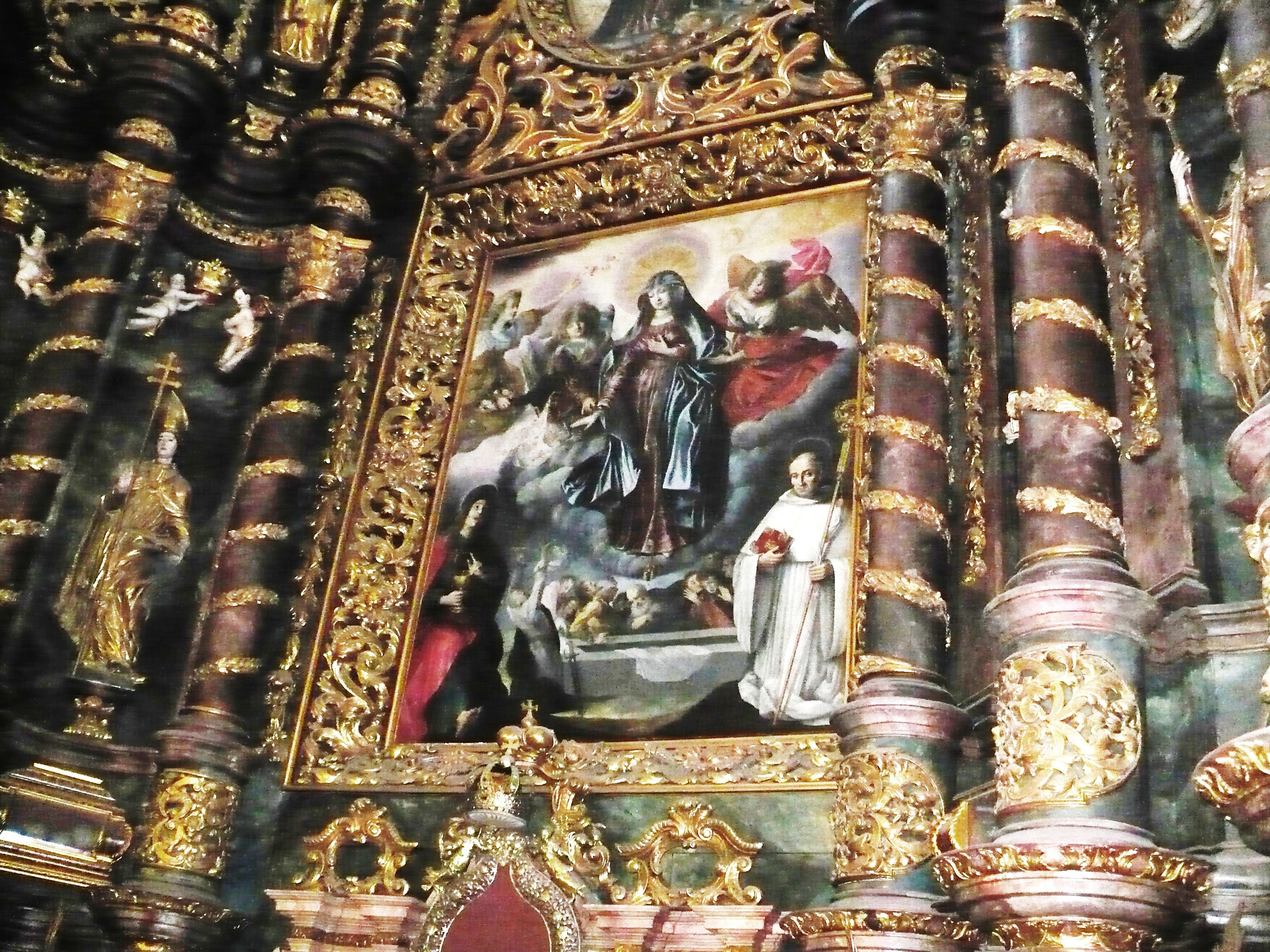
Ołtarz główny bazyliki kolegiackiej z obrazem B.Strobla

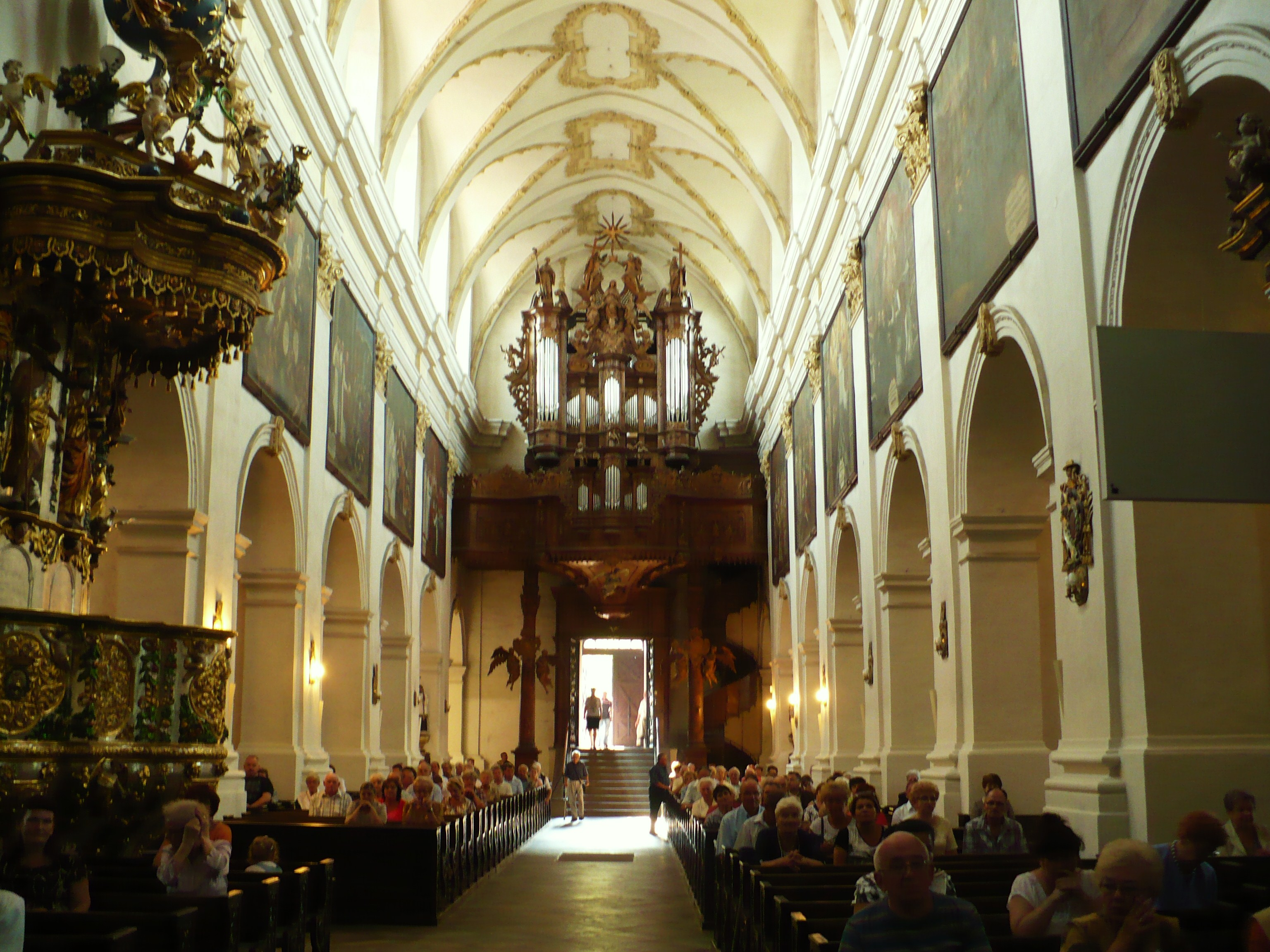
Nawa główna w stronę organów z barokową amboną i 10-cioma obrazami Franciszka Remela z 1758 roku

Wnętrze kościoła ma barokowo-rokokowy charakter. Najokazalszym elementem wyposażenia jest ołtarz główny z obrazami Bartłomieja Strobla. Ołtarz ten wykonany został w 1738 roku przez miejscowego cystersa Alanusa Chilickiego. Ołtarz jest drewniany, polichromowany kolorystycznie, złocony, z motywami roślinnymi. Wieńczy go baldachim i figura św. Benedykta Papieża. W ołtarzu znajdują się dwa obrazy Bartłomieja Strobla: w części środkowej Wniebowzięcie NMP ze świętymi Janem Ewangelistą (patronem św. Bernarda z Clairvaux) i Apostołami u grobu, a w górnej Powitanie Maryi w Niebie przez Chrystusa. Drewniana, polichromowana w kolorze brązów ambona pochodzi z końca XVII w. Charakteryzuje ją bogata dekoracja rzeźbiarska.
W prezbiterium umieszczone są również drewniane stalle, dwukondygnacyjne, barokowe pochodzące z końca XVII wieku. Rozmieszczone po obu stronach prezbiterium zdobione są płaskorzeźbami i progami w kształcie leżących lwów, a ich zwieńczenie stanowią baldachimy z ażurowa dekoracją. Jednokondygnacyjne stalle znajdują się również w transepcie. Cennym dziełem sztuki jest cykl dziesięciu obrazów autorstwa Franciszka Remela z 1758 roku przedstawiających zdarzenia z życia klasztoru. W zakończeniu nawy środkowej umieszczony jest drewniany chór muzyczny, rokokowy z końca XVIII wieku. W południowym ramieniu transeptu umieszczona jest barokowa drewniana chrzcielnica, malowana, częściowo złocona pochodząca z 2 połowy XVII wieku. Ambona z XVII wieku zdobiona bogatą dekoracją rzeźbiarską zawierającą między innymi glob z gwiazdami i księżycem otoczony aniołami z trąbami i kartuszami oraz rzeźbę św. Michała Archanioła z krzyżem w zwieńczeniu.

## Galeria

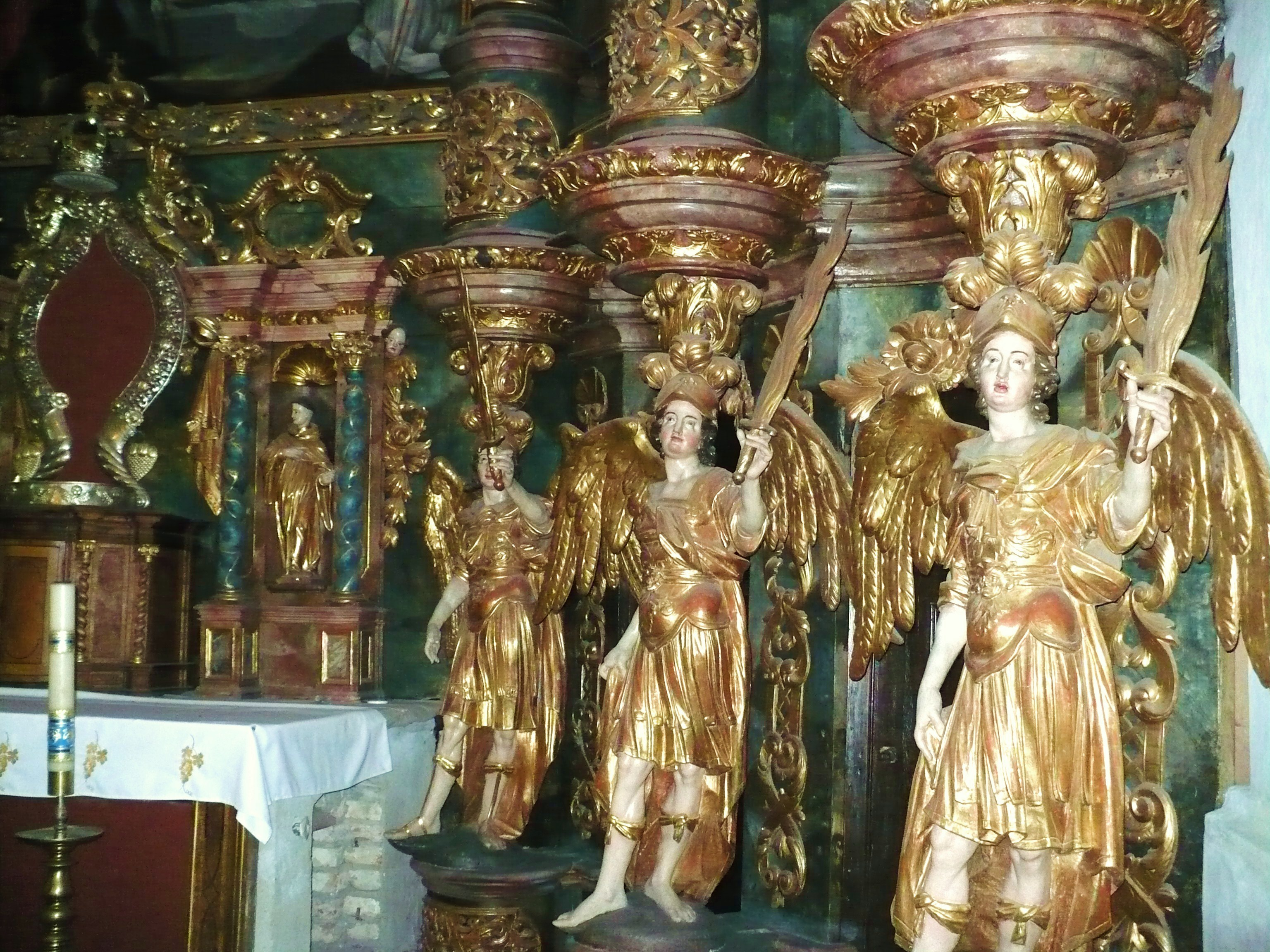
Barokowe archanioły w ołtarzu głównym
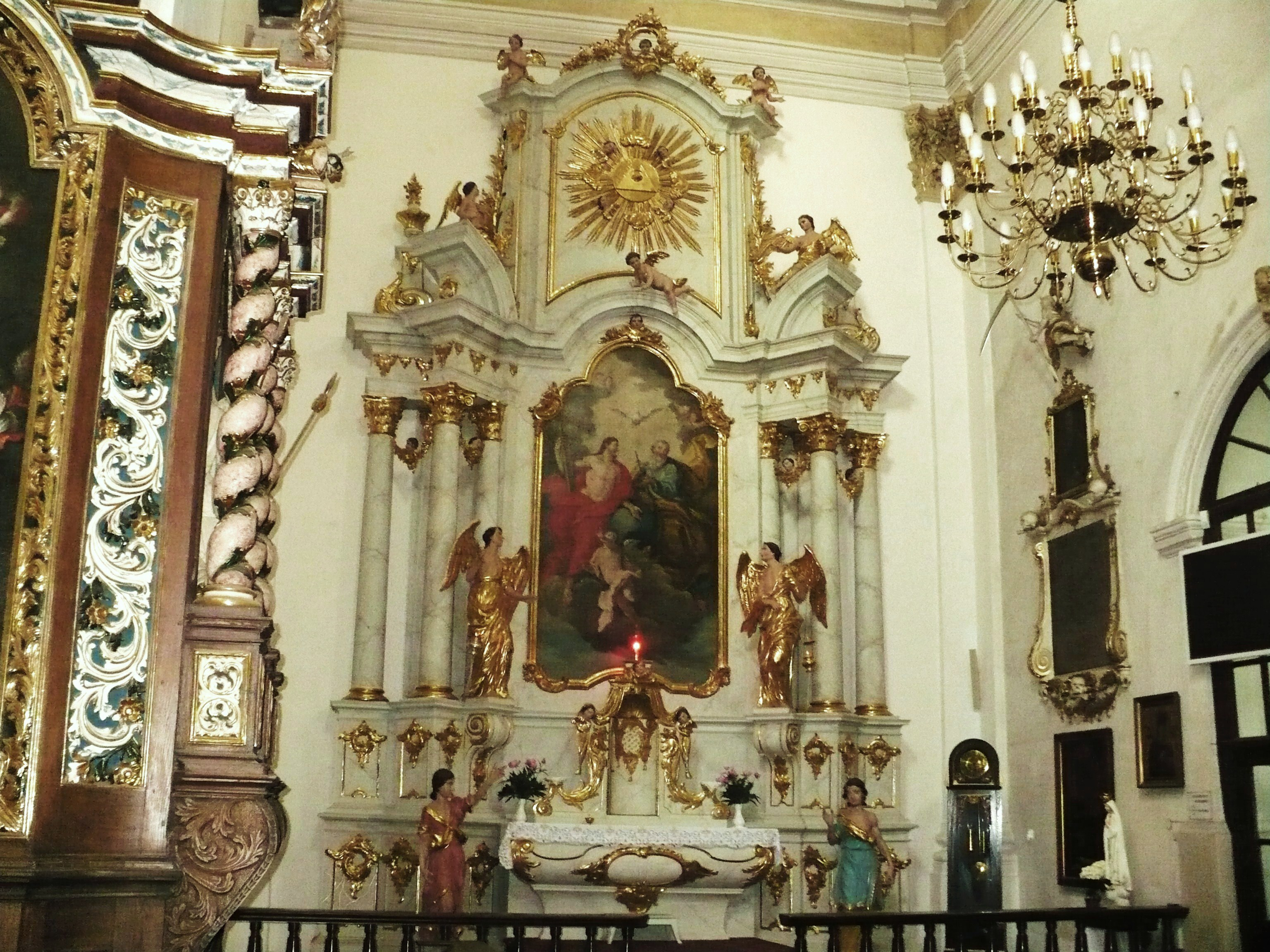
Barokowy ołtarz w transepcie
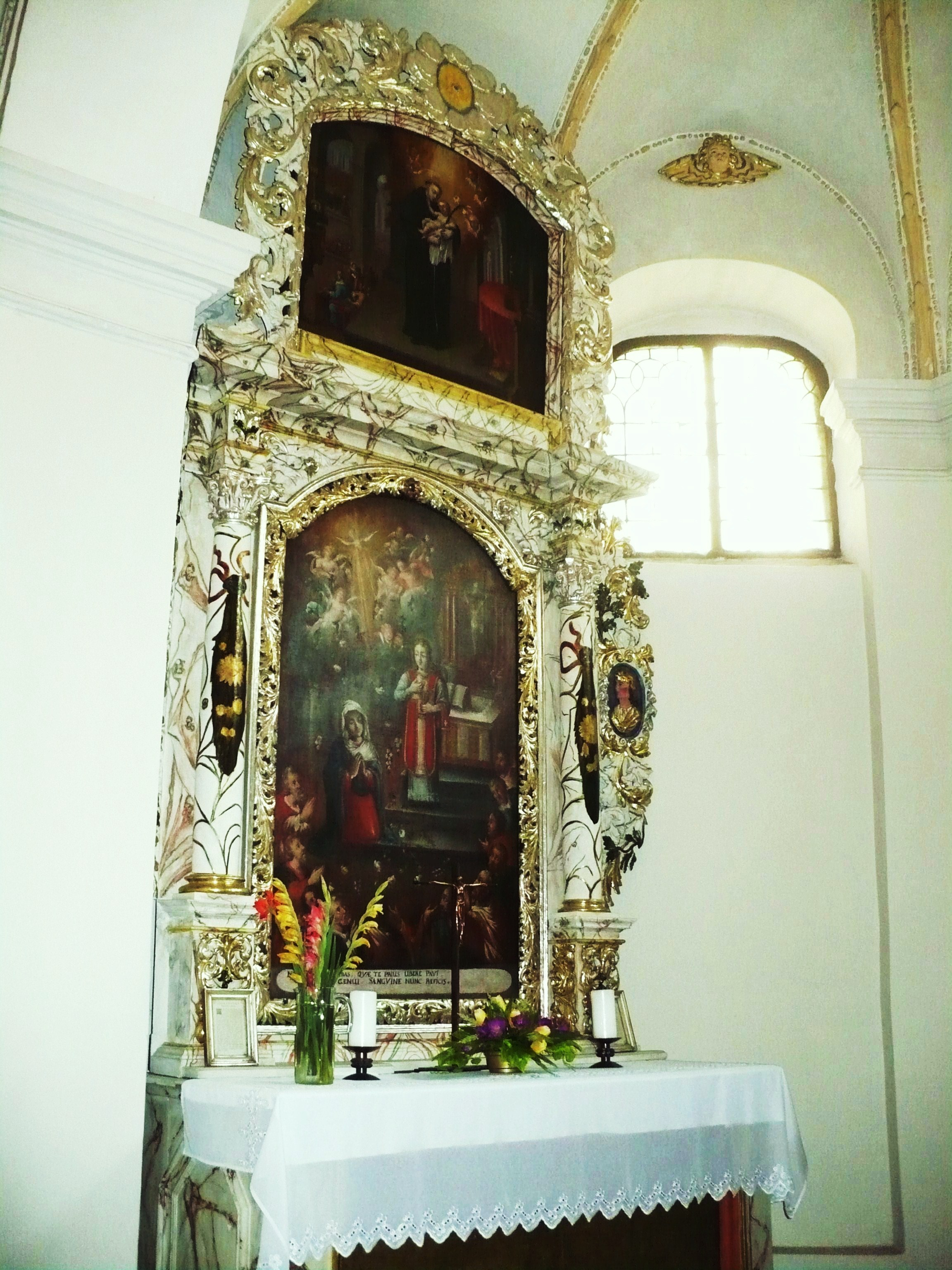
Barokowy ołtarz w kaplicy
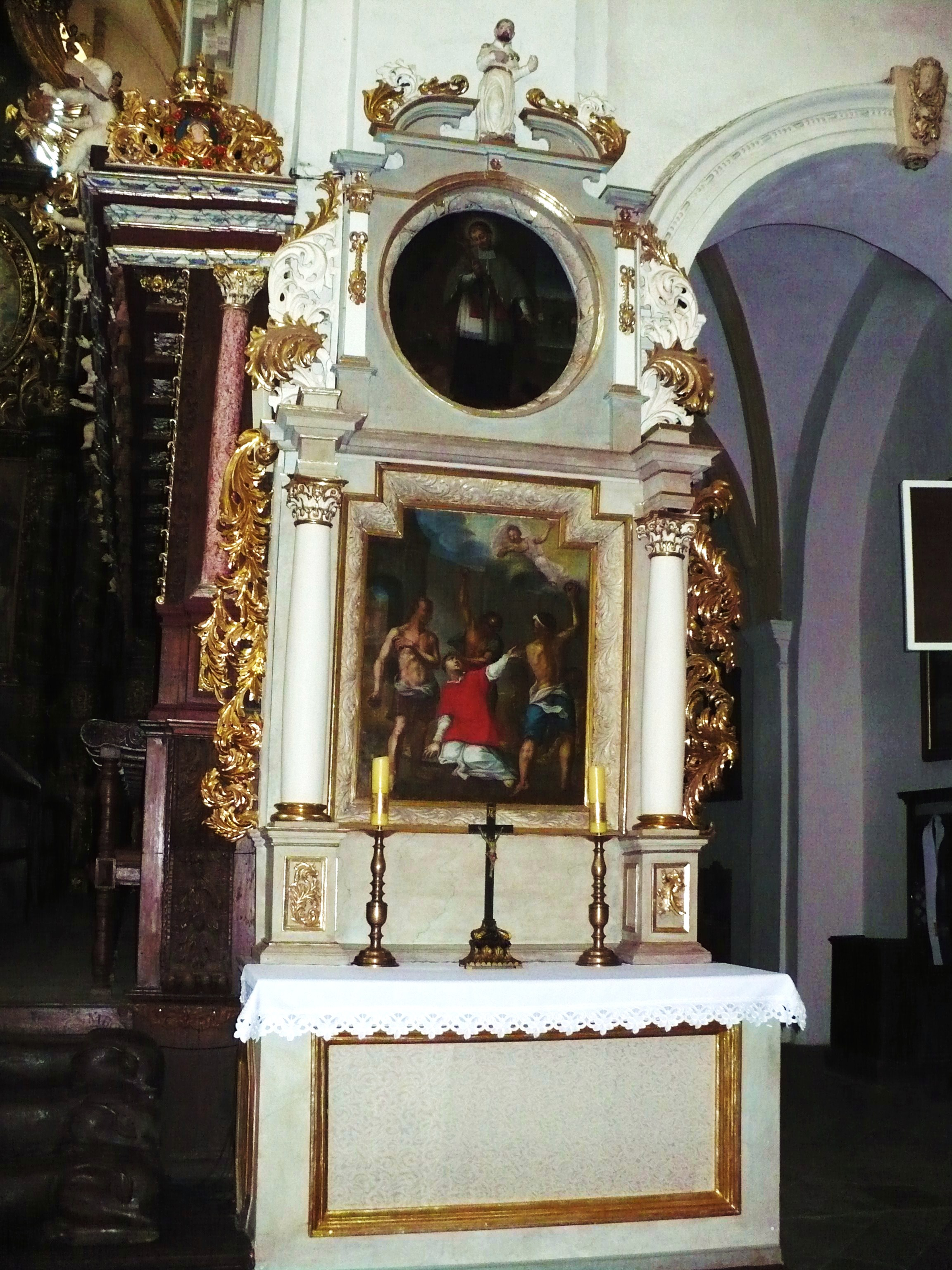
Barokowy ołtarz boczny
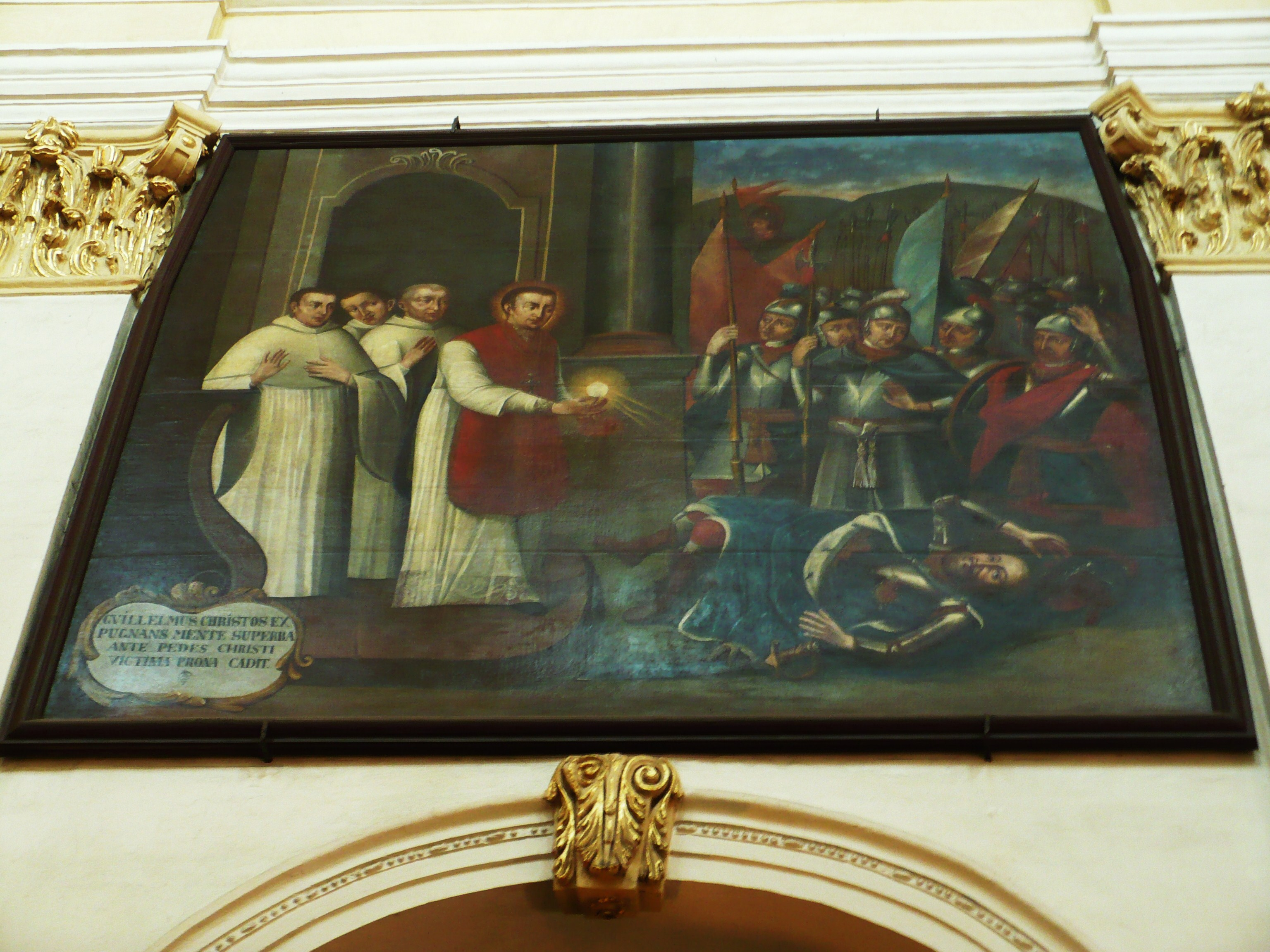
Obraz nawrócenie księcia Akwitanii
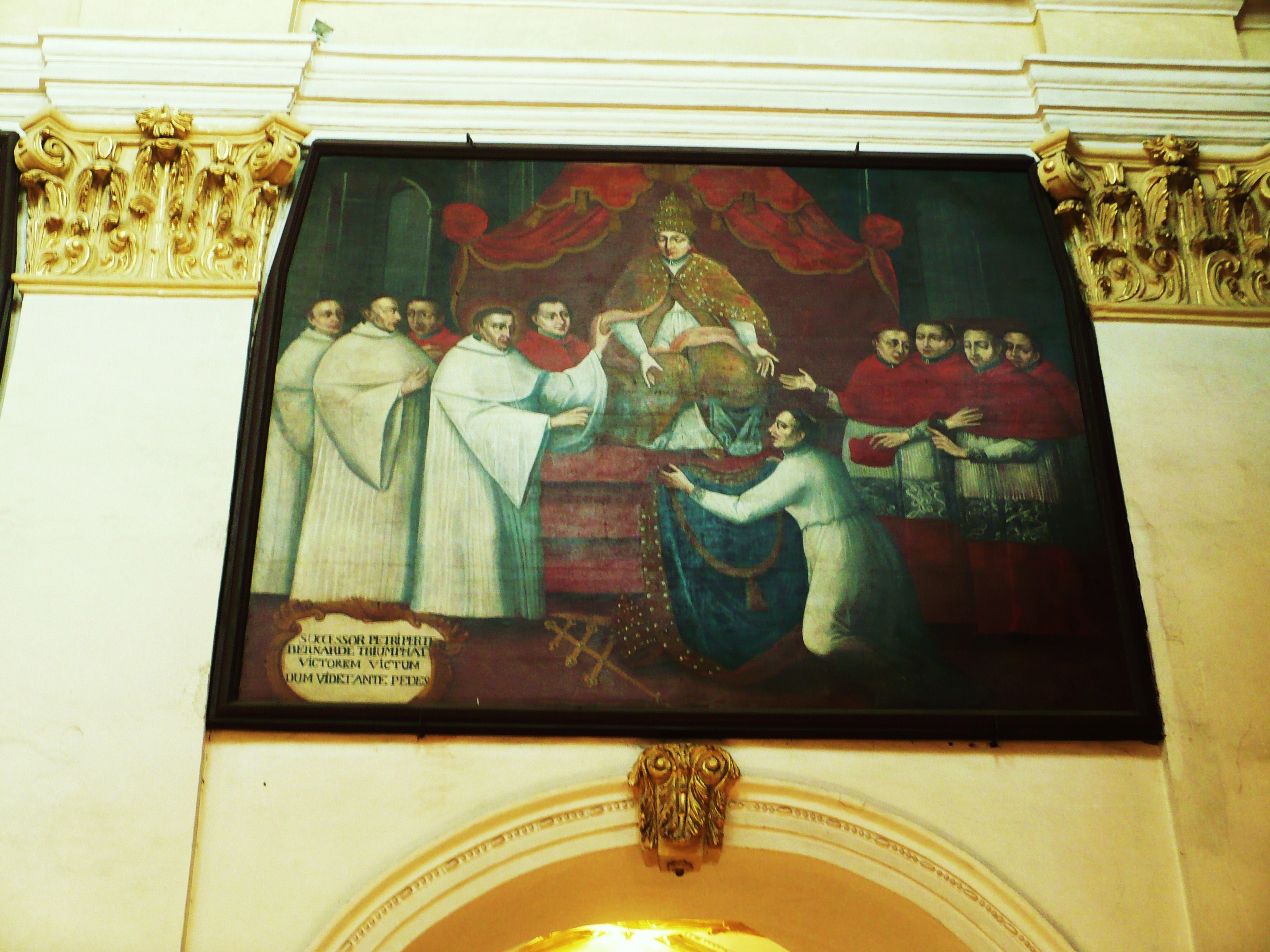
Obraz św.Bernarda z Clairvaux przed papieżem
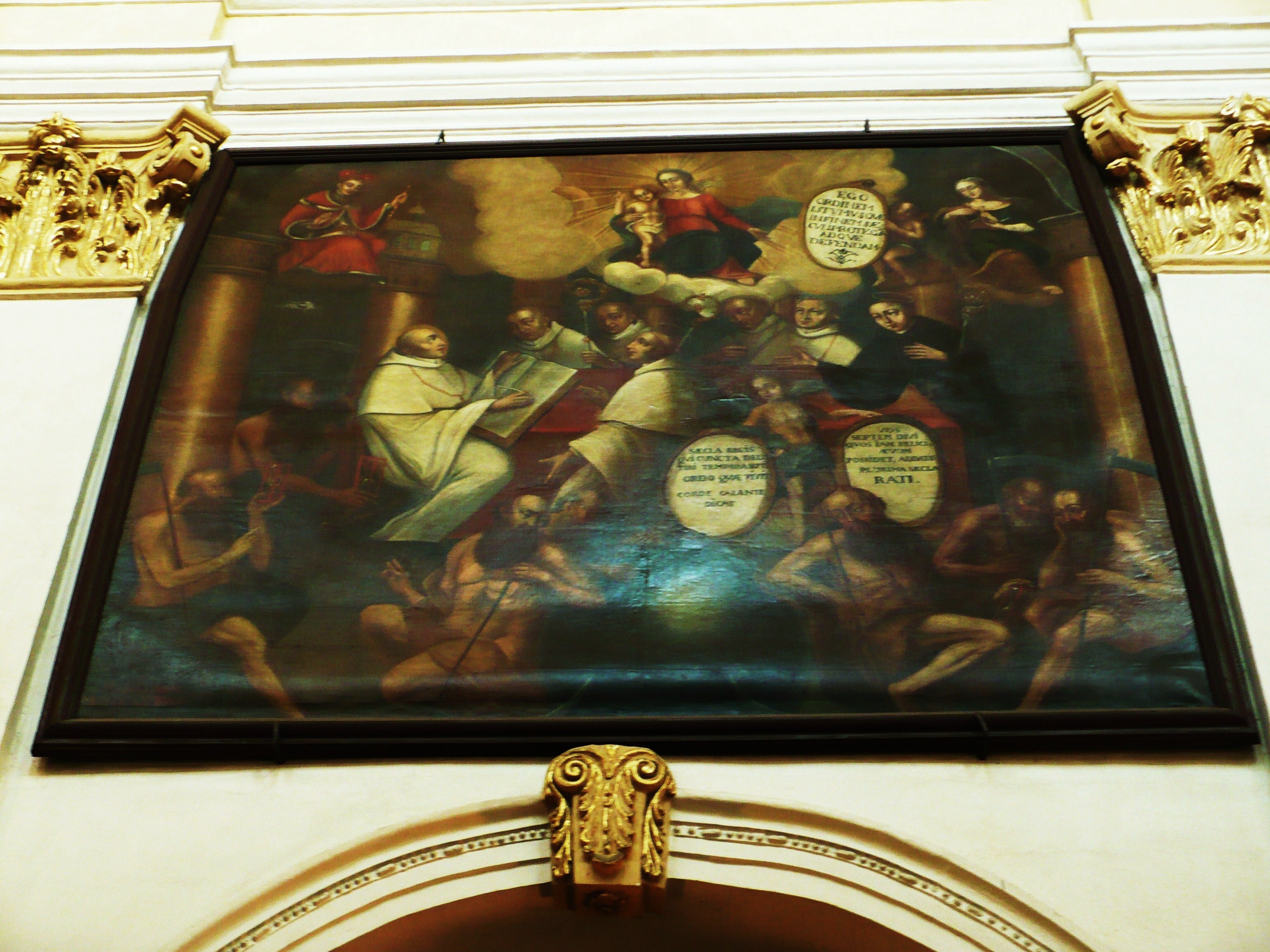
Obraz Matki Bożej z zakonnikami cysterskimi
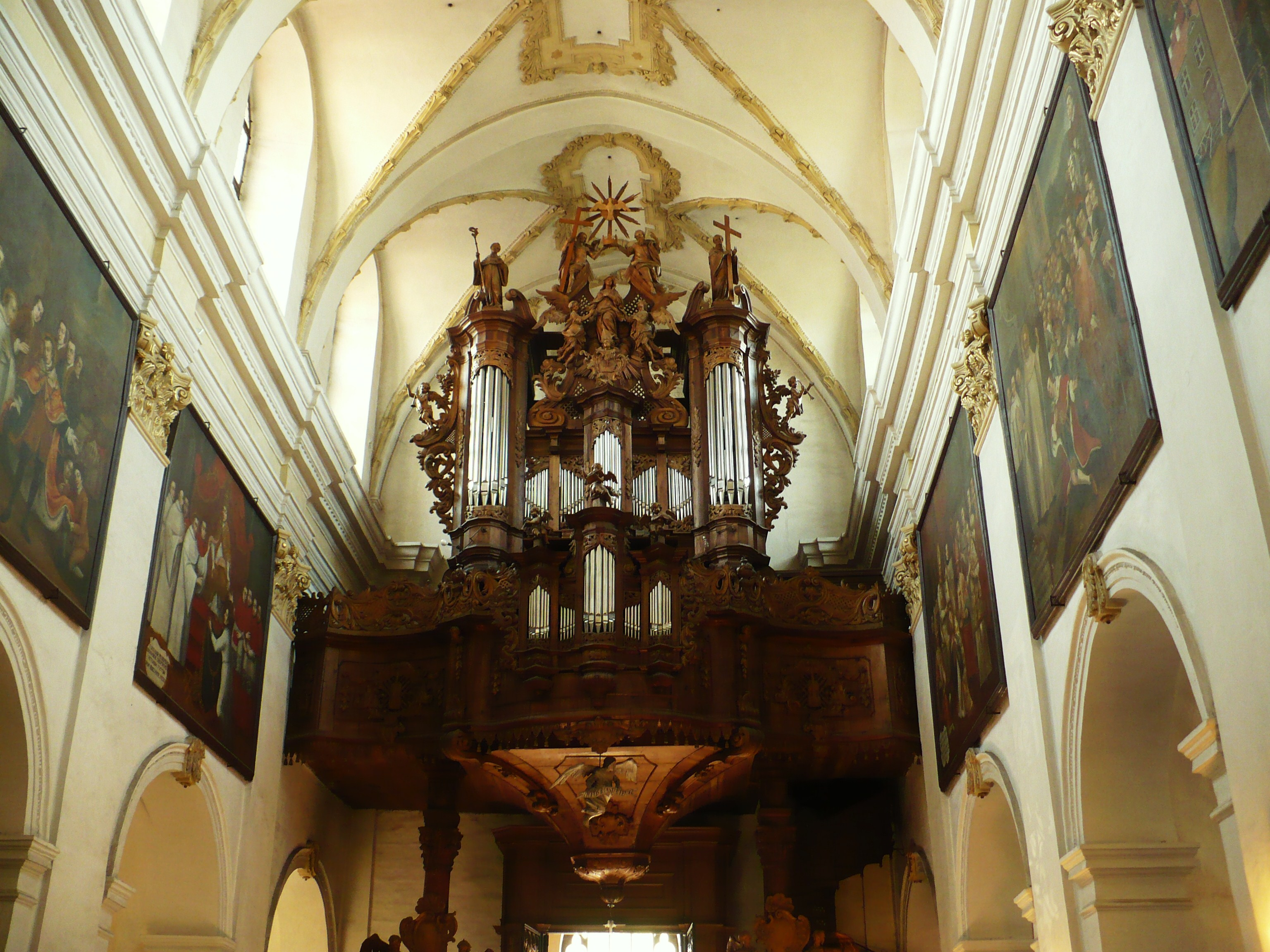
Prospekt organowy
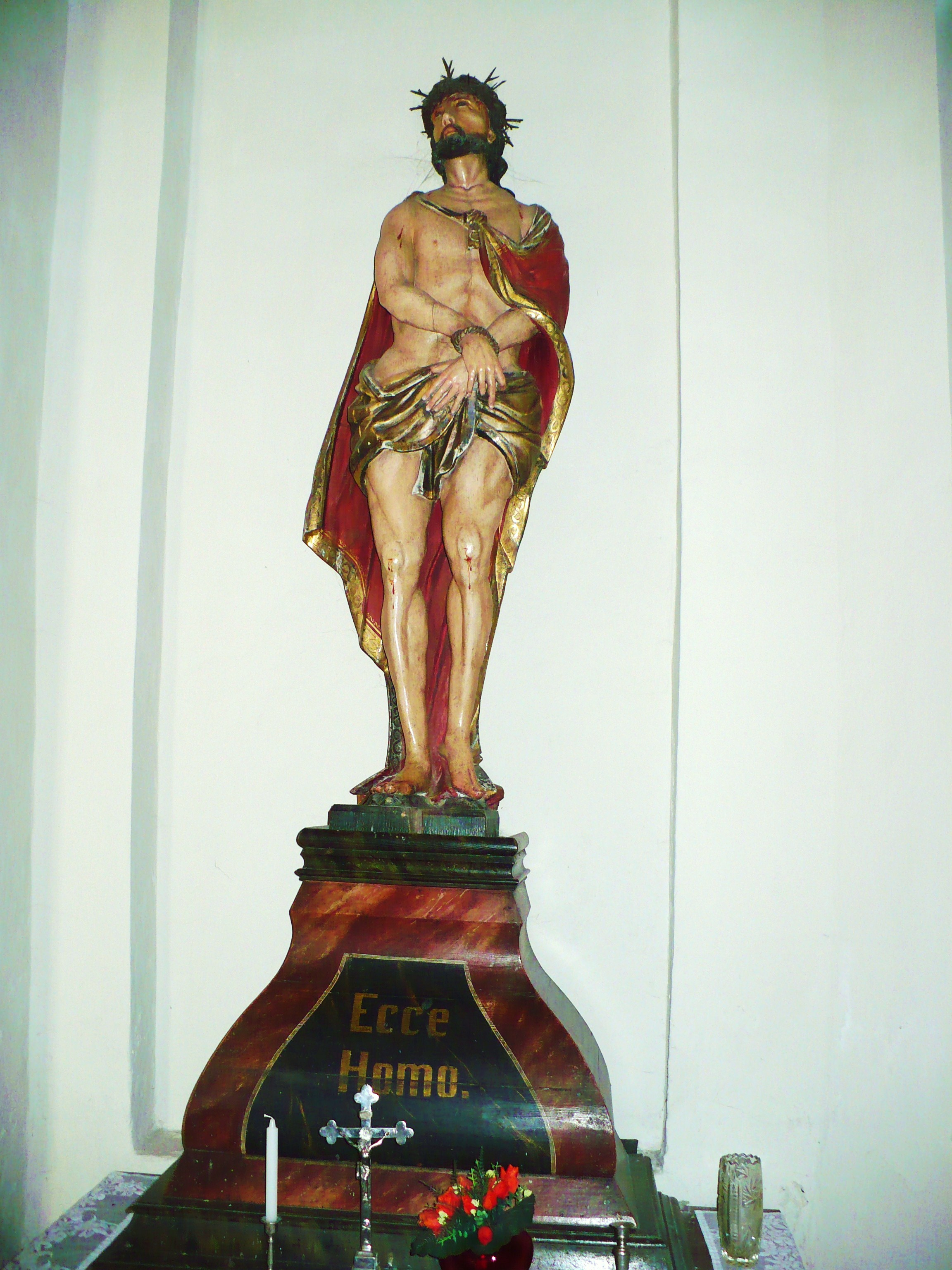
Barokowa figura Chrystusa Ecce Homo
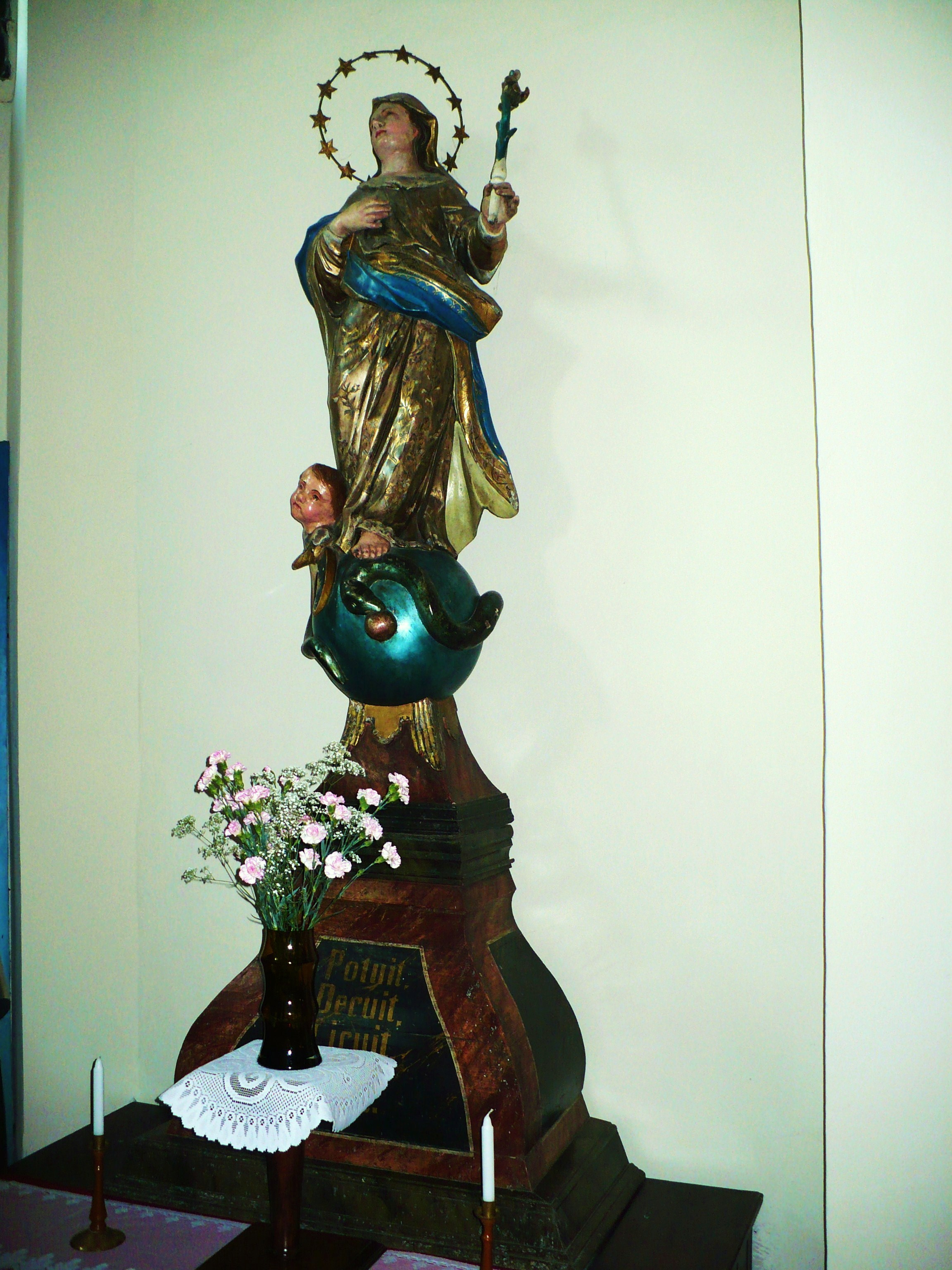
Barokowa figura Matki Bożej
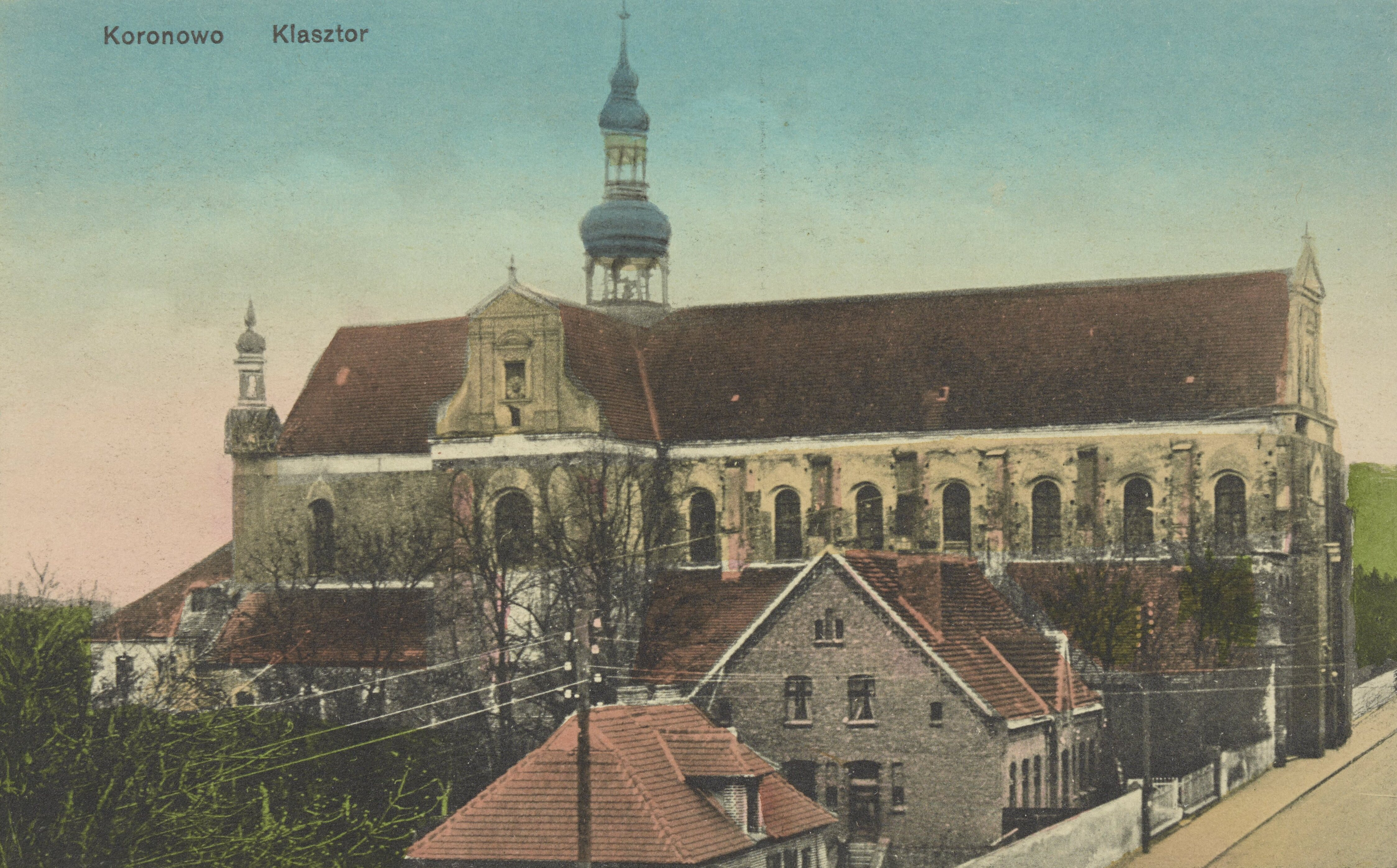
Widok kościoła około 1925